# Molophilus (Molophilus) extensicornis
Molophilus (Molophilus) extensicornis is een tweevleugelige uit de familie steltmuggen (Limoniidae). De soort komt voor in het Australaziatisch gebied.